# Cottendorfia florida
Cottendorfia florida ist die einzige Art der Pflanzengattung Cottendorfia in der Unterfamilie Navioideae innerhalb der Familie der Bromeliengewächse (Bromeliaceae). Früher wurden sie in die Unterfamilie Pitcairnioideae eingeordnet.

## Beschreibung

### Vegetative Merkmale
Bei Cottendorfia florida handelt sich um eine ausdauernde krautige Pflanze. Sie wächst terrestrisch und bildet manchmal durch vegetative Vermehrung Bestände.
In grundständigen Rosetten stehen die grasähnlichen Laubblätter zusammen. Die Blattscheiden sind nur undeutlich ausgebildet. Die einfachen Blattspreiten sind bis zu 1 Meter lang, 1,2 Zentimeter breit, schmal-lineal und laufen in eine Stachelspitze aus. Der Blattrand ist glatt und unbewehrt. Die Blattunterseite ist dicht mit weißen Schuppenhaaren besetzt.

### Generative Merkmale
Cottendorfia florida bildet einen 2 bis 4 Meter langen Blütenstandsschaft. Der bis zu 40 Zentimeter lange, locker rispig verzweigte, wollig behaarte Gesamtblütenstand besteht aus ährigen, bis zu 6,5 Zentimeter langen Teilblütenständen. Die unauffälligen Tragblätter sind schmal dreieckig und die Deckblätter sind selten länger als 2 Millimeter. Blütenstiele sind kaum erkennbar.
Die kleinen nur 7 Millimeter langen, zwittrigen Blüten sind dreizählig mit doppelter Blütenhülle. Die drei freien, kahlen Kelchblätter sind bei einer Länge von etwa 3 Millimetern breit-eiförmig mit stumpfem oberen Ende. Die jeweils linke Seite eines Kelchblattes überdeckt die rechte Seite des jeweils nächsten. Die drei freien Kronblätter sind weißlich, elliptisch und stumpf. Es sind zwei Kreise mit je drei freien Staubblättern vorhanden. Drei Fruchtblätter sind zu einem oberständigen Fruchtknoten verwachsen. Der Griffel ist schlank.
Die Blütenformel lautet:
{\displaystyle \star \;K_{3}\;C_{3}\;A_{3+3}} oder {\displaystyle G_{\underline {(3)}}}
Es werden eiförmige, dreifächerige Kapselfrüchte gebildet. Die schmalen Samen besitzen zwei Anhängsel.

## Vorkommen
Verbreitungsgebiet ist das nordöstliche Brasilien auf dem Guayana-Hochland in Trockengebieten in den Bundesstaaten südliches Piauí, Paraíba und in Bahia nur in der Serra do Sincorá. Sie gedeihen auf felsigen Standorten in Höhenlagen von etwa 1200 Metern.

## Systematik
Die Gattung Cottendorfia wurde 1830 von Julius Hermann Schultes und Joseph August Schultes in J. J. Roemer und J. A. Schultes: Systema Vegetabilium, 7 (2): lxiv, 1193 mit der Art Cottendorfia florida aufgestellt. Der Gattungsname Cottendorfia ehrt Georg von Cotta, einen deutschen Förderer der Naturwissenschaften (1796–1863). Das Artepitheton florida bedeutet „blütenreich“.
Da molekulargenetische Untersuchungen ergaben, dass die Unterfamilie Pitcairnioideae in ihrem ursprünglichen Umfang nicht monophyletisch war, wurde sie in mehrere Unterfamilien aufgeteilt. Dabei wurde die Unterfamilie Navioideae reaktiviert mit den Gattungen Brewcaria, Navia, Sequencia, Steyerbromelia und Cottendorfia. Bis auf Cottendorfia florida sind die anderen früher in Cottendorfia eingeordneten Arten fast alle in die von Lyman B. Smith 1986 reaktivierte Gattung Lindmania oder wenige in die Gattung Fosterella gestellt worden und gehören damit in eine andere Unterfamilie.
Die einzige Art der Gattung Cottendorfia ist:
- Cottendorfia florida Schult. & Schult. f.[1]

Nicht mehr zu Gattung Cottendorfia gehören:
- Cottendorfia albicans Griseb. → Fosterella albicans (Griseb.) L.B.Sm.
- Cottendorfia arachnoidea L.B.Sm., Steyerm. & H.Rob. → Lindmania arachnoidea (L.B.Sm., Steyerm. & H.Rob.) L.B.Sm.
- Cottendorfia argentea (L.B.Sm.) L.B.Sm. → Lindmania argentea L.B.Sm.
- Cottendorfia atrorosea L.B.Sm., Steyerm. & H.Rob. → Lindmania atrorosea (L.B.Sm., Steyerm. & H.Rob.) L.B.Sm.
- Cottendorfia brachyphylla (L.B.Sm.) L.B.Sm. → Lindmania brachyphylla L.B.Sm.
- Cottendorfia cylindrostachya (L.B.Sm.) L.B.Sm. → Lindmania cylindrostachya L.B.Sm.
- Cottendorfia dentritica L.B.Sm. → Lindmania dendritica (L.B.Sm.) L.B.Sm.
- Cottendorfia dyckioides L.B.Sm. → Lindmania dyckioides (L.B.Sm.) L.B.Sm.
- Cottendorfia geniculata (L.B.Sm.) L.B.Sm. → Lindmania geniculata L.B.Sm.
- Cottendorfia gracillima L.B.Sm. → Lindmania gracillima (L.B.Sm.) L.B.Sm.
- Cottendorfia guianensis (Beer) Klotzsch ex Baker → Lindmania guianensis (Beer) Mez
- Cottendorfia lateralis L.B.Sm. & Read → Lindmania lateralis (L.B.Sm. & Read) L.B.Sm. & H.Rob.
- Cottendorfia longipes L.B.Sm. → Lindmania longipes (L.B.Sm.) L.B.Sm.
- Cottendorfia maguirei L.B.Sm. → Lindmania maguirei (L.B.Sm.) L.B.Sm.
- Cottendorfia marahuacae L.B.Sm., Steyerm. & H.Rob. → Lindmania marahuacae (L.B.Sm., Steyerm. & H.Rob.) L.B.Sm.
- Cottendorfia minor (L.B.Sm.) L.B.Sm. → Lindmania minor L.B.Sm.
- Cottendorfia navioides (L.B.Sm.) L.B.Sm. → Lindmania navioides L.B.Sm.
- Cottendorfia neogranatensis Baker → Fosterella micrantha (Lindl.) L.B.Sm.
- Cottendorfia nubigena L.B.Sm. → Lindmania nubigena (L.B.Sm.) L.B.Sm.
- Cottendorfia paludosa (L.B.Sm.) L.B.Sm. → Lindmania paludosa L.B.Sm.
- Cottendorfia pearcei Baker → Fosterella pearcei (Baker) L.B.Sm.
- Cottendorfia phelpsiae (L.B.Sm.) L.B.Sm. → Lindmania phelpsiae L.B.Sm.
- Cottendorfia rusbyi Baker ex Rusby → Fosterella schidosperma var. schidosperma
- Cottendorfia savannensis L.B.Sm. → Lindmania savannensis (L.B.Sm.) L.B.Sm.
- Cottendorfia serrulata (L.B.Sm.) L.B.Sm. → Lindmania serrulata L.B.Sm.
- Cottendorfia stenophylla (L.B.Sm.) L.B.Sm. → Lindmania stenophylla L.B.Sm.
- Cottendorfia steyermarkii (L.B.Sm.) L.B.Sm. → Lindmania steyermarkii L.B.Sm.
- Cottendorfia subsimplex (L.B.Sm.) L.B.Sm. → Lindmania subsimplex L.B.Sm.
- Cottendorfia thyrsoidea (L.B.Sm.) L.B.Sm. → Lindmania thyrsoidea L.B.Sm.
- Cottendorfia tillandsioides (L.B.Sm.) L.B.Sm. → Lindmania tillandsioides L.B.Sm.
- Cottendorfia weddelliana Brongn. ex Baker → Fosterella weddelliana (Brongn. ex Baker) L.B.Sm.
- Cottendorfia wurdackii (L.B.Sm.) L.B.Sm. → Lindmania wurdackii L.B.Sm.

## Weiterführende Literatur
- T. J. Givnish, J. C. Pires, S. W. Graham, M. A. McPherson, L. M. Prince & T. B. Patterson: Phylogeny, biogeography, and ecological evolution in Bromeliaceae: Insights from ndhF sequences. in J. T. Columbus, E. A. Friar, J. M. Porter, L. M. Prince, & M. G. Simpson: Monocots: Comparative Biology and Evolution. Poales, Rancho Santa Ana Botanical Garden, Claremont, 2006, 23, Seite 3–26.